# Biosfeerreservaat Sary-Čelek
Biosfeerreservaat Sary-Čelek of Biosfeerreservaat Sary-Tsjelekski (Kirgizisch: Сары-Челек биосфералык коругу; Russisch: Сары-Челекский государственный биосферный заповедник) is een strikt natuurreservaat gelegen in Oblast Dzjalal-Abad van Kirgizië. De oprichting tot zapovednik vond plaats op 5 maart 1959 per besluit (№ 118/1957) van de Raad van Ministers van de Kirgizische SSR, voor het behoud en herstel van de walnootbossen en alpiene landschappen met hun endemische flora en fauna. In februari 1978 besloot het Internationaal Coördinerend Comité van UNESCO's Mens- en Biosfeerprogramma (MAB) het reservaat toe te voegen aan haar lijst met biosfeerreservaten. Het reservaat heeft een totale oppervlakte van 238,68 km².

## Kenmerken
Biosfeerreservaat Sary-Čelek is gelegen in het westelijke deel van de Tiensjan, op de zuidelijke uitlopers van de bergketen Čatkal. Het reservaat is zeer bergachtig en varieert qua hoogte tussen de 1.200 en 4.247 meter boven zeeniveau. Het reservaat dankt haar naam aan het bergmeer Sary-Čelek, dat gelegen is op een hoogte van circa 2.000 meter. Sary-Čelek heeft een oppervlakte van 4,7 km² en bereikt een maximale diepte van 245 meter. De bergbossen in het reservaat worden gekarakteriseerd door de aanwezigheid van de kirgiezenspar (Picea schrenkiana) en Siberische zilverspar (Abies sibirica semenovii). De lager gelegen gebieden zijn vooral bedekt met walnoten (Juglans regia) en verschillende soorten wilde appels (Malus) en peren (Pyrus). Andere biotopen in het reservaat zijn bergsteppen, alpenweiden en rotshellingen.

## Dierenwereld
In het reservaat zijn 157 vogelsoorten vastgesteld, waarvan er 118 in het gebied tot broeden komen. Soorten die er leven zijn onder meer de oosterse tortel (Streptopelia orientalis), witvleugelspecht (Dendrocopos leucopterus), wielewaal (Oriolus oriolus), himalayaboomkruiper (Certhia himalayana), nachtegaal (Luscinia megarhynchos), zwartkeelheggenmus (Prunella atrogularis) en grijze gors (Emberiza cia). Ook zijn er 33 zoogdiersoorten vastgesteld, waaronder de rode fluithaas (Ochotona rutila), langstaartmarmot (Marmota caudata), wild zwijn (Sus scrofa), Siberisch ree (Capreolus pygargus) en Siberische steenbok (Capra sibirica). De hoefdieren in het gebied nemen in aantal af en de bruine beer (Ursus arctos), sneeuwluipaard (Uncia uncia) en Euraziatische lynx (Lynx lynx) zijn er tegenwoordig extreem zeldzaam.
...
Issyk-Koel · 
Karatal-Ǧapyryk · 
Sary-Čelek · 
Saryčat-Ertaš
...